# Arthur H. Rosenfeld
Arthur H. Rosenfeld (Birmingham, 22 giugno 1926 – Berkeley, 27 gennaio 2017) è stato un fisico statunitense.
Fu commissario per l'energia della California e soprannominato "il padrino dell'efficienza energetica", per aver contribuito allo sviluppo di nuovi standard che hanno portato a migliorare l'efficienza energetica in California e successivamente in tutto il mondo.
Divenne professore di fisica all'Università della California a Berkeley nel 1954 e poi membro senior dello staff del Lawrence Berkeley National Laboratory. Nel 1994 ha prestato servizio nell'amministrazione Clinton come Senior Advisor presso il Dipartimento dell'Energia degli Stati Uniti. Nel 2000 è stato nominato commissario della California Energy Commission, dove ha lavorato fino al suo pensionamento avvenuto nel 2010.
Nel corso della sua attività ha contribuito a realizzare alcune innovazioni nel campo delle luci elettriche a basso consumo energetico, come le lampade fluorescenti compatte, frigoriferi a basso consumo energetico e finestre che intrappolano il calore. Nella sua lotta contro il riscaldamento globale, ha permesso agli americani di risparmiare miliardi di dollari in bollette elettriche.

## Primi anni e istruzione
Rosenfeld nacque a Birmingham, in Alabama, il 22 giugno 1926. Trascorse i suoi primi anni a New Orleans durante la Grande Depressione. Durante l'infanzia si trasferì in Egitto, dove il padre lavorava come consulente per l'industria della canna da zucchero, per poi rientrare negli Stati Uniti.
Si laureò in fisica a 18 anni per poi arruolarsi nella United States Navy fino alla fine della Seconda Guerra Mondiale. Successivamente entrò nella scuola di specializzazione dell'Università di Chicago e studiò fisica delle particelle sotto la guida di Enrico Fermi.
Nel 1954, dopo aver conseguito il dottorato in fisica e con la raccomandazione di Fermi, Rosenfeld accettò una posizione come professore di fisica presso l'Università della California - Berkeley.

## Carriera

### Professore di fisica
A Berkeley, Rosenfeld si è unito al Dipartimento di Fisica dell'Università della California e al gruppo di ricerca sulla fisica delle particelle presso il Lawrence Berkeley National Lab (LBNL) guidato dal premio Nobel Luis Alvarez. Alvarez vinse il premio Nobel con la ricerca sostenuta dal suo team di scienziati che includeva Rosenfeld.
Nel 1957 divenne professore di fisica, successivamente professore emerito, e fu uno dei membri fondatori del gruppo internazionale del Particle Data Group. Sviluppò una reputazione da maniaco del lavoro: arrivava al lavoro molto presto, faceva una pausa per cena con la sua famiglia e continuava a lavorare fino alle 2 del mattino.

### Leader nell'efficientamento energetico
Punto di svolta nella sua carriera fu il 1973 anno del secondo embargo petrolifero arabo. In quell'occasione si rese conto che una delle principali vulnerabilità degli americani era il loro uso inefficiente e dispendioso di energia limitata. L'embargo causò una crisi energetica, con lunghe code alle stazioni di servizio e prezzi energetici più elevati a livello nazionale.
Rosenfeld si infastidiva nel vedere i colleghi lasciare le luci accese alla fine della giornata, e ogni giorno attraversava l'edificio spegnendole. All'epoca i servizi di pubblica utilità della California calcolavano una crescita annua del 7% della domanda elettrica ed era in fase di progettazione la costruzione di un certo numero di centrali nucleari lungo la costa.
"Sarebbe più redditizio attaccare il nostro spreco di energia piuttosto che attaccare l'OPEC" soleva dire Rosenfeld, osservando che "se noi americani avessimo usato l'energia nel modo più efficiente degli europei o dei giapponesi, avremmo esportato petrolio nel 1973". Mentre la maggior parte dei ricercatori all'epoca cercava di trovare modi per produrre più energia, Rosenfeld da allora s'impegnò a ridurre il consumo di energia.
La sua attenzione alla ricerca si spostò dalla fisica delle particelle all'efficienza energetica. Per organizzare un gruppo di scienziati che lavorasse in questo settore, istituì il Center for Building Science presso il Lawrence Berkeley National Laboratory, che avrebbe diretto fino al 1994. Ashok Gadgil, uno scienziato senior del laboratorio, già dottorando di Rosenfeld, spiega che Rosenfeld fu il primo a calcolare quanta energia sarebbe stata risparmiata con nuovi standard. "È stata una rivelazione", secondo Gadgil, osservando i risparmi previsti.

#### Lo sviluppo di standard di efficientamento energetico
Il centro sotto la sua guida ha sviluppato una serie di tecnologie di efficientamento energetico, tra cui il rivestimento delle finestre che intrappolano il calore e le luci fluorescenti compatte. Rosenfeld ha contribuito a sviluppare modelli computerizzati utilizzati per comprendere e calcolare il consumo di energia degli edifici, in seguito adottatti come standard nazionali per la costruzione di analisi energetiche dal Dipartimento dell'Energia.
L'attenzione di Rosenfeld al risparmio energetico ha ispirato migliaia di ricercatori sui temi energetici durante la sua carriera. "Ha davvero plasmato il modo in cui un'intera generazione di ricercatori e politici ha lavorato insieme per conservare le risorse", ha dichiarato il direttore del Berkeley Lab Mike Witherell. Il tema dell'efficienza energetica si è consolidato nella progettazione anche degli oggetti di uso quotidiano, portando a progettare non solo luci a basso consumo energetico, ma anche finestre, frigoriferi, condizionatori d'aria e altri apparecchi, oltre alla progettazione di interi edifici.  La California è diventata un modello di risparmio energetico e nel 1978 è stato il primo stato ad approvare un codice di costruzione stringente per l'efficienza energetica, chiamato Titolo 24.
Rosenfeld fu personalmente responsabile dello sviluppo di DOE-2, un programma informatico per la costruzione di analisi e progettazione di energia incorporato nel nuovo codice di costruzione californiano. DOE-2 è stato utilizzato per calcolare codici e linee guida per i nuovi edifici ad alta efficienza energetica da vari paesi, tra cui la Cina.
Altri stati e paesi sono venuti a conoscenza del fatto che sebbene le case in California fossero cariche di nuovi elettrodomestici che consumano energia, come computer, TV a grande schermo, iPod, PlayStation, condizionatori d'aria centrali, vasche idromassaggio e piscine, il loro consumo di energia per persona era rimasto lo stesso di 30 anni prima.  Gran parte del risparmio è stato attribuito alla "passione di Rosenfeld di strappare il massimo da ogni kilowatt".  Ha fornito ai regolatori dell'energia i dati di cui avevano bisogno per attuare alcuni dei più forti standard di efficienza al mondo.
Rosenfeld ha agito in base al suo principio di base: "Il risparmio energetico è più economico e più intelligente della costruzione di nuove centrali elettriche". Mentre crescevano le pressioni per la realizzazione di nuovi impianti nucleari per far fronte alla crescita di popolazione i decisori politici furono d'accordo nel ritenere che nuovi impianti non erano necessari.  Nel 1976 il Governatore della California Jerry Brown decise di non portare avanti la costruzione di nuovi impianti, seguendo le indicazioni di Rosenfeld che puntavano invece a migliorare gli standard di efficientamento energetico dei frigoriferi. L'anno successivo tali standard divennero effettivi e Brown riconobbe l'influenza di Rosenfeld dicendo:

#### Risparmio energetico e riduzione dell'inquinamento
Molti dei nuovi standard incontrarono una forte resistenza da parte dei servizi pubblici e dei gruppi di imprese. Le nuove regole erano viste come "burocratiche" e possibile causa di una riduzione delle loro entrate.
Anche i produttori di elettrodomestici si lamentarono dei nuovi requisiti, ma innovarono i loro processi per soddisfarli. La resistenza da parte dei servizi pubblici e dei produttori fu infine superata quando si calcolò che quei nuovi standard si erano tradotti in miliardi di dollari risparmiati ogni anno dai consumatori della California.  "La prima volta che mettiamo degli standard su un prodotto, tendiamo ad avere obiezioni pensando che questo sarà la rovina della civiltà come la conosciamo", ha detto Rosenfeld. "Ma poi le persone si abituano."  Nel 1999, stimò che i cambiamenti che la commissione aveva imposto stavano facendo risparmiare alla nazione 10 miliardi di dollari all'anno.
I nuovi standard hanno anche ridotto l'inquinamento atmosferico della California, portando a realizzare frigoriferi di dimensioni maggiori, ma con un utilizzo di energia minore del 25% rispetto ai vecchi modelli.  Sono state incluse nei nuovi standard anche le televisioni a grande schermo, che in precedenza si stima usassero fino al 10% dell'elettricità di una casa media. Nel 2009, la California ha approvato il primo regolamento statunitense per l'efficientamento energetico dei televisori.
Dal 1973 il consumo di elettricità pro capite in California è rimasto invariato, mentre per il resto della nazione è aumentato di quasi il 50%. Tale tendenza è stata in parte attribuita agli sforzi compiuti in direzione del risparmio energetico guidati da Rosenfeld, tanto da essere ribattezzata  "Effetto Rosenfeld".

## Vita personale e morte
Rosenfeld morì nella sua casa di Berkeley, in California, il 27 gennaio 2017, a 90 anni a causa di una polmonite. Era rimasto vedovo nel 2009, dopo che la moglie, Roselyn Bernheim, era morta all'età di 53 anni.

## Onori e riconoscimenti
- Legge di Rosenfeld . È a lui attribuita un'osservazione nota come la legge di Rosenfeld, secondo la quale la quantità di energia richiesta per produrre un dollaro di PIL è diminuita di circa l'uno percento all'anno dal 1845.[15][16]
- Effetto Rosenfeld: spiega come l'utilizzo di elettricità pro capite in California sia riuscito a rimanere stabile per 40 anni, mentre l'utilizzo negli Stati Uniti è aumentato del 50%.[1][17]
- Il Rosenfeld: un'unità di misura. Nel 2010, oltre cinquanta leader di 26 istituzioni in tutto il mondo nel campo dell'efficienza energetica, hanno proposto una nuova unità per rappresentare il risparmio di energia elettrica e l'hanno chiamata "Rosenfeld".[18]
- Laurea honoris causa, Università di Durham, 1983[19]

## Premi
- Premio Szilard per la fisica nell'interesse pubblico, 1986[20]
- Carnot Award for Energy Efficiency, US Department of Energy, 1993[21]
- Berkeley Citation, University of California, 2001[22]
- Premio Enrico Fermi, 2006[23]
- Economist Innovator of the Year Award, 2008[24]
- Membro della National Association of Engineering (NAE), 2010[25]
- Global Energy Prize (Russia), 2011[26]
- National Medal of Technology (US), 2011[27]
- Premio Tang nello sviluppo sostenibile, 2016[28][29]